# Hockeyallsvenskan 2018/2019
Hockeyallsvenskan 2018/2019 var den 13:e säsongen av Hockeyallsvenskan i dess nuvarande form som Sveriges näst högsta serie i ishockey. 

## Deltagande lag
- Efter säsongen 2017/2018 flyttades Timrå IK upp till SHL på bekostnad av Karlskrona HK.[1] Västerviks IK kvalificerade sig för fortsatt spel i Hockeyallsvenskan medan Västerås IK flyttades upp från Hockeyettan på bekostnad av IF Troja-Ljungby.[2]
- Inför comebacken i Hockeyallsvenskan återtar VIK Västerås HK sitt gamla namn: Västerås IK.[3]
- Under juli månade meddelade Svenska Ishockeyförbundet att samtliga lag i Hockeyallsvenskan beviljas elitlicens. Fyra klubbar, AIK, Karlskrona, Västerås och Pantern, tvingas dock begära dispens då de inte lever upp till kravet att ha 1,5 miljoner i eget kapital. En sådan dispens kan bara beviljas en gång under en femårsperiod.[4]

| Lag            | Län            | Ort          | Arena                | Plac. | 1:a säsongen | Sedan     |
| -------------- | -------------- | ------------ | -------------------- | ----- | ------------ | --------- |
| AIK            | Stockholm      | Stockholm    | Hovet                | 3     | 2002/2003    | 2014/2015 |
| Almtuna IS     | Uppsala        | Uppsala      | Gränbyhallen         | 4     | 2001/2002    | 2003/2004 |
| BIK Karlskoga  | Örebro         | Karlskoga    | Nobelhallen          | 12    | 1999/2000    | 1999/2000 |
| IF Björklöven  | Västerbotten   | Umeå         | A3 Arena             | 5     | 1999/2000    | 2013/2014 |
| IK Oskarshamn  | Kalmar         | Oskarshamn   | Be-Ge Hockey Center  | 7     | 1999/2000    | 1999/2000 |
| IK Pantern     | Skåne          | Malmö        | Rosengårds ishall    | 6     | 2015/2016    | 2015/2016 |
| IK Pantern     | Skåne          | Malmö        | Malmö isstadion      | 6     | 2015/2016    | 2015/2016 |
| Karlskrona HK  | Blekinge       | Karlskrona   | NKT Arena Karlskrona | 14SHL | 2012/2013    | 2018/2019 |
| Leksands IF    | Dalarna        | Leksand      | Tegera Arena         | 2     | 2001/2002    | 2017/2018 |
| Modo Hockey    | Västernorrland | Örnsköldsvik | Fjällräven Center    | 10    | 2016/2017    | 2016/2017 |
| Södertälje SK  | Stockholm      | Södertälje   | Scaniarinken         | 8     | 1999/2000    | 2016/2017 |
| Tingsryds AIF  | Kronoberg      | Tingsryd     | Nelson Garden Arena  | 11    | 1999/2000    | 2015/2016 |
| HC Vita Hästen | Östergötland   | Norrköping   | Himmelstalundshallen | 9     | 2014/2015    | 2014/2015 |
| Västerviks IK  | Kalmar         | Västervik    | Plivit Trade-hallen  | 13    | 2016/2017    | 2016/2017 |
| Västerås IK    | Västmanland    | Västerås     | ABB Arena Nord       | 3AS   | 2002/2003    | 2018/2019 |

## Förlopp
Serien hade premiär den 21 september. Störst publik drog AIK med nästan 6500 personer som kom och såg sitt lag besegra BIK Karlskoga med 5–2. Modo spelade bra i början av säsongen och gick upp i ledning i femte omgången och låg kvar där till Oskarshamn tog över i omgång 11. Sedan blev det AIK och Oskarshamn som dominerade hösten medan Modo tappade och sjönk nedåt i tabellen. Inför jul toppade Oskarshamn fyra poäng före AIK och sju poäng före BIK Karlskoga. I botten låg länge Tingsryd, men tränarbytet i oktober verkade ge resultat och före jul hade man tagit sig över strecket och avancerat till en tiondeplats. Istället var Norrköpingsbaserade Vita Hästen nytt bottenlag tolv poäng efter Malmölaget Pantern.
Flera lag bytte tränare under säsongen. Redan den 30 juli meddelade IK Pantern att huvudtränaren Joby Messier skulle bli kvar i Kanada av medicinska skäl och att sportchefen Viktor Stråhle skulle ta över huvudtränaruppdraget. I oktober sparkade Tingsryd tränaren Per Ljusteräng efter att laget enbart vunnit en av de tio spelade matcherna. J20-tränaren Richard Melkersson ersatte Ljusteräng tillsammans med assisterande tränaren Larry Pilut. Efter nio raka förluster meddelade även Leksand att man sparkar sin tränare Leif Carlsson. Han ersattes av Roger Melin. I Oskarshamn sa sportchefen Per Kenttä upp sig för ett nytt jobb hos Björklöven. Kenttä anses ha en stor del i Oskarshamns framgångar.
Resultaten uteblev för Leksand under hösten och de kämpade för att hålla sig bland de åtta främsta. Krisen ledde även till ekonomiska problem då publiken svek och klubben meddelade till slut att de tvingas till besparingar. I Karlskrona bed hockeylaget om anstånd för att betala hyran för NKT arena. Skälet till ansökan var svaga publikmatcher som givit likviditetsproblem.
I slutet av november presenterades en serieutredning som föreslår att Hockeyallsvenskan blir kvar med 14 lag, slutspel som i SHL och ett play-out där de två sista lagen i serien spelar en matchserie och förloraren tappar sin plats i serien. Även SHL skulle spela play-out där ett lag flyttas ner. Hockeyallsvenskan var i stort sett nöjda med utredningen, men såg svårigheter med att få in alla slutspelsmatcher i april samt uttryckte missnöje med att en kvalplats till SHL skulle försvinna.
I början av december gick AIK-fansens organisationer ut med en gemensam uppmaning att bojkotta kioskerna på Hovet som de tycker är alldeles för dyra. Hockeyallsvenskan beslutade under samma månad att se över sina rutiner för videobedömning efter en incident i Leksand där Oskarshamn fick ett mål felaktigt bortdömt.

## Tabeller

### Poängtabell
| Nr | Lag               | S  | V  | ÖV | ÖF | F  | GM  | IM  | MS  | P   |
| -- | ----------------- | -- | -- | -- | -- | -- | --- | --- | --- | --- |
| 1  | AIK               | 52 | 30 | 5  | 9  | 8  | 172 | 116 | +56 | 109 |
| 2  | IK Oskarshamn     | 52 | 28 | 5  | 4  | 15 | 158 | 103 | +55 | 98  |
| 3  | Västerås IK (U)   | 52 | 26 | 6  | 3  | 17 | 155 | 126 | +29 | 93  |
| 4  | Leksands IF       | 52 | 25 | 5  | 5  | 17 | 145 | 128 | +17 | 90  |
| 5  | BIK Karlskoga     | 52 | 23 | 6  | 6  | 17 | 146 | 135 | +11 | 87  |
| 6  | Modo              | 52 | 24 | 4  | 6  | 18 | 143 | 134 | +9  | 86  |
| 7  | Karlskrona HK (N) | 52 | 21 | 4  | 6  | 21 | 140 | 142 | −2  | 77  |
| 8  | Västerviks IK     | 52 | 16 | 11 | 6  | 19 | 136 | 130 | +6  | 76  |
| 9  | Södertälje SK     | 52 | 19 | 6  | 4  | 23 | 143 | 151 | −8  | 73  |
| 10 | IF Björklöven     | 52 | 16 | 6  | 8  | 22 | 122 | 146 | −24 | 68  |
| 11 | IK Pantern        | 52 | 16 | 6  | 5  | 25 | 116 | 159 | −43 | 65  |
| 12 | Tingsryds AIF     | 52 | 15 | 4  | 8  | 25 | 116 | 146 | −30 | 61  |
| 13 | Almtuna IS        | 52 | 15 | 7  | 2  | 28 | 128 | 160 | −32 | 61  |
| 14 | Vita Hästen       | 52 | 10 | 5  | 8  | 29 | 103 | 147 | −44 | 48  |

### Resultattabell
Tabell uppdaterad: 8 mars 2019.
  
| Hemma \ Borta | AIK                | AIS           | BIK           | IFB                | IKO           | IKP                | KHK          | LIF                 | MOD                | SSK           | TAIF          | VIT           | VÄS           | VIK          |
| AIK           | —                  | 5–2 4–5 (str) | 5–2 7–3       | 2–1 7–2            | 2–0 5–4       | 3–2 1–4            | 3–4 (SD) 4–0 | 1–2 (str) 3–2 (str) | 4–2 2–1            | 4–3 (SD) 4–3  | 4–2 3–1       | 4–1 5–1       | 4–3 (SD) 5–2  | 1–4 3–5      |
| Almtuna IS    | 4–2 5–4 (str)      | —             | 3–2 5–3       | 2–0 2–3            | 0–4 0–3       | 5–4 (str) 2-3 (SD) | 2–5 3–2 (SD) | 2–6 3–2 (str)       | 2–0 5–6            | 2–1 (str) 2–4 | 4–3 (str) 3–2 | 1–4 2–0       | 4–1 1–4       | 4–3 3–2      |
| BIK Karlskoga | 4–3 (SD) 1–4       | 4–2           | —             | 6–3 4–1            | 1–3 2–1       | 3–4 (SD) 2–3       | 3–4 5–3      | 4–3 (SD) 4–2        | 2–3 (SD) 1–0       | 3–2 4–3       | 2–1 (SD) 3–5  | 2–1 4–1       | 3–2 (SD) 0–1  | 4–2 3–4 (SD) |
| IF Björklöven | 1–2 3–2            | 4–7 2–1       | 4–2 0–2       | —                  | 3–2 3–4 (SD)  | 1–3 5–2            | 4–5 1–0      | 2–1 (SD) 1–4        | 1–3 3–4 (str)      | 5–2 3–0       | 6–1 1–2 (str) | 4–3 0–2       | 3–4 (str) 3–0 | 5–4 3–2      |
| IK Oskarshamn | 3–2 (str) 5–3      | 7–2 5–0       | 1–4 2–1       | 3–0 3–1            | —             | 4–0 5–1            | 4–3 7–0      | 4–7 1–2             | 5–2                | 5–3 1–4       | 7–1 2–3 (SD)  | 3–2 (str) 1–0 | 4–2 0–3       | 2–0 3–1      |
| IK Pantern    | 0–4 1–7            | 0–4 0–2       | 3–2 (SD) 0–3  | 2–3 (SD) 3–2       | 4–2 2–3       | —                  | 3–5 2–0      | 1–4 2–3 (SD)        | 0–4 3–7            | 1–2 3–4 (SD)  | 2–1 0–3       | 0–3 3–2 (SD)  | 3–4 4–3 (SD)  | 2–1 2–5      |
| Karlskrona HK | 4–1 1–3            | 5–3 2–0       | 0–1 3–5       | 2–1 (SD) 4–1       | 0–2 1–2 (SD)  | 2–3 2–1 (SD)       | —            | 1–3 2–5             | 2–4 3–5            | 5–4 7–3       | 4–1 3–1       | 4–1 2–1       | 2–3 (str) 5–2 | 5–0 1–3      |
| Leksands IF   | 2–1 (SD) 2–4       | 3–2 5–1       | 2–5 5–1       | 2–1 4–2            | 1–5 0–3       | 1–3 4–2            | 7–4 4–3 (SD) | —                   | 2–1 1–2            | 0–4 4–3       | 2–1 1–5       | 1–2 (SD) 4–0  | 4–2 3–2       | 3–2 (SD) 3–6 |
| Modo          | 2–6 1–6            | 4–3 3–0       | 0–1 (str) 5–2 | 2–3 (SD) 4–1       | 3–2 (str) 4–2 | 1–4 2–0            | 4–1 2–5      | 4–1 3–2             | —                  | 3–0 1–4       | 4–3 4–5 (SD)  | 2–1 3–2 (str) | 5–2 2–4       | 4–3 2–3      |
| Södertälje SK | 4–3 (str) 1–4      | 6–2 0–4       | 3–2 (str) 3–4 | 3–0 2–1 (str)      | 4–2 2–1       | 4–3 3–4            | 5–4 0–1      | 3–6 3–1             | 3–2 1–5            | —             | 1–3 2–3       | 4–2 3–2 (str) | 3–0 2–6       | 3–1 5–2      |
| Tingsryds AIF | 1–3 3–2            | 4–1 0–3       | 3–2 1–2 (SD)  | 2–3 (str) 6–2      | 0–3 1–3       | 1–4 3-4 (SD)       | 2–3 3–2      | 5–3 0–4             | 4–3 (SD) 2–1       | 2–3 5–2       | —             | 5–3 4–0       | 1–2 (str) 1–2 | 0–1 (SD) 2–5 |
| Vita Hästen   | 2–1 (str) 0–1      | 4–3 (SD) 6–3  | 1–4 1–2       | 3–4 (str) 3–4 (SD) | 2–6 4–3 (str) | 1–3 0–3            | 2–3 (SD) 2–5 | 2–3 0–2             | 6–3 0–1            | 4–3 (SD) 2–5  | 4–2 4–1       | —             | 2–3 (str) 4–2 | 5–2 3–0      |
| Västerviks IK | 1–2 1–2 (SD)       | 3–2 3–4 (SD)  | 4–3 (str) 4–6 | 4–3 (str) 2–3      | 3–1 3–2 (str) | 3–5 4–1            | 3–2 (SD) 1–2 | 1–4 3–0             | 3–2 (str) 3–2 (SD) | 2–3 (SD) 4–1  | 4–1 2–1 (SD)  | 6–0 2–0       | —             | 0–2 2–4      |
| Västerås IK   | 5–6 (str) 3–2 (SD) | 3–2 4–2       | 3–2 4–2       | 0–2 5–4 (SD)       | 1–2 (SD) 3–1  | 10–3 4–1           | 3–2 (SD) 4–0 | 3–2 3–1             | 5–2 0–2            | 5–4 (SD) 2–0  | 4–2 4–1       | 2–1 4–1       | 1–6 3–0       | —            |

## Hockeyallsvenska finalen
De två bästa lagen i Hockeyallsvenskan spelade en final i bäst av fem matcher. Vinnaren gick vidare till direktval till SHL medan förloraren gick till playoff.

### AIK - IK Oskarshamn
| 1           | 11 mars 2019 | AIK | 5 – 1                   | IK Oskarshamn               | Hovet                                                        |                                                              |
| 19:00 UTC+1 | 19:00 UTC+1  | (0–0, 5–0, 0–1) Rapport                                                                                     | (0–0, 5–0, 0–1) Rapport | (0–0, 5–0, 0–1) Rapport     | Stockholm Publik: 5 732 Domare: David Bergman, Johan Nordlöf | Stockholm Publik: 5 732 Domare: David Bergman, Johan Nordlöf |
| 19:00 UTC+1 | 19:00 UTC+1  | Garry Nunn (21:06) Garry Nunn (23:49) Sam Marklund (26:28) Garry Nunn (35:35) Eric Castonguay (38:14) (PP1) | Mål                     | (48:55) (PP1) Joakim Thelin | Stockholm Publik: 5 732 Domare: David Bergman, Johan Nordlöf | Stockholm Publik: 5 732 Domare: David Bergman, Johan Nordlöf |
| 19:00 UTC+1 | 19:00 UTC+1  | |                         |                             | Stockholm Publik: 5 732 Domare: David Bergman, Johan Nordlöf | Stockholm Publik: 5 732 Domare: David Bergman, Johan Nordlöf |
| 19:00 UTC+1 | 19:00 UTC+1  | |                         |                             | Stockholm Publik: 5 732 Domare: David Bergman, Johan Nordlöf | Stockholm Publik: 5 732 Domare: David Bergman, Johan Nordlöf |
| 19:00 UTC+1 | 19:00 UTC+1  | |                         |                             | Stockholm Publik: 5 732 Domare: David Bergman, Johan Nordlöf | Stockholm Publik: 5 732 Domare: David Bergman, Johan Nordlöf |
| 19:00 UTC+1 | 19:00 UTC+1  | |                         |                             | Stockholm Publik: 5 732 Domare: David Bergman, Johan Nordlöf | Stockholm Publik: 5 732 Domare: David Bergman, Johan Nordlöf |

| 2           | 13 mars 2019 | IK Oskarshamn                                                                 | 3 – 1                   | AIK                     | Be-Ge Hockey Center                                               |                                                                   |
| 19:00 UTC+1 | 19:00 UTC+1  | (0–0, 0–1, 3–0) Rapport                                                       | (0–0, 0–1, 3–0) Rapport | (0–0, 0–1, 3–0) Rapport | Oskarshamn Publik: 3 013 Domare: Richard Magnusson, David Bergman | Oskarshamn Publik: 3 013 Domare: Richard Magnusson, David Bergman |
| 19:00 UTC+1 | 19:00 UTC+1  | Joakim Hillding (46:20) Nicklas Heinerö (56:55) Joakim Hillding (59:35) (ENG) | Mål                     | (25:37) Sam Marklund    | Oskarshamn Publik: 3 013 Domare: Richard Magnusson, David Bergman | Oskarshamn Publik: 3 013 Domare: Richard Magnusson, David Bergman |
| 19:00 UTC+1 | 19:00 UTC+1  |                                                                               |                         |                         | Oskarshamn Publik: 3 013 Domare: Richard Magnusson, David Bergman | Oskarshamn Publik: 3 013 Domare: Richard Magnusson, David Bergman |
| 19:00 UTC+1 | 19:00 UTC+1  |                                                                               |                         |                         | Oskarshamn Publik: 3 013 Domare: Richard Magnusson, David Bergman | Oskarshamn Publik: 3 013 Domare: Richard Magnusson, David Bergman |
| 19:00 UTC+1 | 19:00 UTC+1  |                                                                               |                         |                         | Oskarshamn Publik: 3 013 Domare: Richard Magnusson, David Bergman | Oskarshamn Publik: 3 013 Domare: Richard Magnusson, David Bergman |
| 19:00 UTC+1 | 19:00 UTC+1  |                                                                               |                         |                         | Oskarshamn Publik: 3 013 Domare: Richard Magnusson, David Bergman | Oskarshamn Publik: 3 013 Domare: Richard Magnusson, David Bergman |

| 3           | 15 mars 2019 | AIK                                                    | 2 – 3                   | IK Oskarshamn                                                               | Hovet                                                          |                                                                |
| 19:00 UTC+1 | 19:00 UTC+1  | (2–1, 0–2, 0–0) Rapport                                | (2–1, 0–2, 0–0) Rapport | (2–1, 0–2, 0–0) Rapport                                                     | Stockholm Publik: 8 094 Domare: Johan Nordlöf, Johan Magnusson | Stockholm Publik: 8 094 Domare: Johan Nordlöf, Johan Magnusson |
| 19:00 UTC+1 | 19:00 UTC+1  | Jesper Frödén (15:14) (PP2) Sam Marklund (15:33) (PP2) | Mål                     | (04:40) Nicklas Heinerö (24:30) (PP1) Joakim Hillding (39:59) Joakim Thelin | Stockholm Publik: 8 094 Domare: Johan Nordlöf, Johan Magnusson | Stockholm Publik: 8 094 Domare: Johan Nordlöf, Johan Magnusson |
| 19:00 UTC+1 | 19:00 UTC+1  |                                                        |                         |                                                                             | Stockholm Publik: 8 094 Domare: Johan Nordlöf, Johan Magnusson | Stockholm Publik: 8 094 Domare: Johan Nordlöf, Johan Magnusson |
| 19:00 UTC+1 | 19:00 UTC+1  |                                                        |                         |                                                                             | Stockholm Publik: 8 094 Domare: Johan Nordlöf, Johan Magnusson | Stockholm Publik: 8 094 Domare: Johan Nordlöf, Johan Magnusson |
| 19:00 UTC+1 | 19:00 UTC+1  |                                                        |                         |                                                                             | Stockholm Publik: 8 094 Domare: Johan Nordlöf, Johan Magnusson | Stockholm Publik: 8 094 Domare: Johan Nordlöf, Johan Magnusson |
| 19:00 UTC+1 | 19:00 UTC+1  |                                                        |                         |                                                                             | Stockholm Publik: 8 094 Domare: Johan Nordlöf, Johan Magnusson | Stockholm Publik: 8 094 Domare: Johan Nordlöf, Johan Magnusson |

| 4           | 17 mars 2019 | IK Oskarshamn                                                                     | 000 3 – 4 (SD)               | AIK                                                                                            | Be-Ge Hockey Center                                             |                                                                 |
| 15:00 UTC+1 | 15:00 UTC+1  | (0–1, 2–1, 1–1, 0–1) Rapport                                                      | (0–1, 2–1, 1–1, 0–1) Rapport | (0–1, 2–1, 1–1, 0–1) Rapport                                                                   | Oskarshamn Publik: 3 275 Domare: Johan Nordlöf, Johan Magnusson | Oskarshamn Publik: 3 275 Domare: Johan Nordlöf, Johan Magnusson |
| 15:00 UTC+1 | 15:00 UTC+1  | (26:11) (PP1) Joakim Thelin (30:10) Robin Söderqvist (52:02) (PP1) Alex Hutchings | Mål                          | Jesper Frödén (00:55) Christian Sandberg (37:36) Jacob Dahlström (48:50) Jesper Frödén (62:37) | Oskarshamn Publik: 3 275 Domare: Johan Nordlöf, Johan Magnusson | Oskarshamn Publik: 3 275 Domare: Johan Nordlöf, Johan Magnusson |
| 15:00 UTC+1 | 15:00 UTC+1  |                                                                                   |                              |                                                                                                | Oskarshamn Publik: 3 275 Domare: Johan Nordlöf, Johan Magnusson | Oskarshamn Publik: 3 275 Domare: Johan Nordlöf, Johan Magnusson |
| 15:00 UTC+1 | 15:00 UTC+1  |                                                                                   |                              |                                                                                                | Oskarshamn Publik: 3 275 Domare: Johan Nordlöf, Johan Magnusson | Oskarshamn Publik: 3 275 Domare: Johan Nordlöf, Johan Magnusson |
| 15:00 UTC+1 | 15:00 UTC+1  |                                                                                   |                              |                                                                                                | Oskarshamn Publik: 3 275 Domare: Johan Nordlöf, Johan Magnusson | Oskarshamn Publik: 3 275 Domare: Johan Nordlöf, Johan Magnusson |
| 15:00 UTC+1 | 15:00 UTC+1  |                                                                                   |                              |                                                                                                | Oskarshamn Publik: 3 275 Domare: Johan Nordlöf, Johan Magnusson | Oskarshamn Publik: 3 275 Domare: Johan Nordlöf, Johan Magnusson |

| 5           | 19 mars 2019 | AIK                     | 1 – 4                   | IK Oskarshamn                                                                                                 | Hovet                                                          |                                                                |
| 19:00 UTC+1 | 19:00 UTC+1  | (0–0, 0–2, 1–2) Rapport | (0–0, 0–2, 1–2) Rapport | (0–0, 0–2, 1–2) Rapport                                                                                       | Stockholm Publik: 8 094 Domare: Johan Magnusson, Johan Nordlöf | Stockholm Publik: 8 094 Domare: Johan Magnusson, Johan Nordlöf |
| 19:00 UTC+1 | 19:00 UTC+1  | Oscar Nord (58:59)      | Mål                     | (20:19) (SH1) Filiph Engsund (32:56) John Dahlström (45:30) (SH1) John Dahlström (57:41) (ENG) Jonas Engström | Stockholm Publik: 8 094 Domare: Johan Magnusson, Johan Nordlöf | Stockholm Publik: 8 094 Domare: Johan Magnusson, Johan Nordlöf |
| 19:00 UTC+1 | 19:00 UTC+1  |                         |                         | | Stockholm Publik: 8 094 Domare: Johan Magnusson, Johan Nordlöf | Stockholm Publik: 8 094 Domare: Johan Magnusson, Johan Nordlöf |
| 19:00 UTC+1 | 19:00 UTC+1  |                         |                         | | Stockholm Publik: 8 094 Domare: Johan Magnusson, Johan Nordlöf | Stockholm Publik: 8 094 Domare: Johan Magnusson, Johan Nordlöf |
| 19:00 UTC+1 | 19:00 UTC+1  |                         |                         | | Stockholm Publik: 8 094 Domare: Johan Magnusson, Johan Nordlöf | Stockholm Publik: 8 094 Domare: Johan Magnusson, Johan Nordlöf |
| 19:00 UTC+1 | 19:00 UTC+1  |                         |                         | | Stockholm Publik: 8 094 Domare: Johan Magnusson, Johan Nordlöf | Stockholm Publik: 8 094 Domare: Johan Magnusson, Johan Nordlöf |

## Slutspelsserien
Lag 3-8 i hockeyallsvenskan gick till slutspelsserien som spelades som en enkelserie i 5 omgångar där lag 3-5 har fördelen av en extra hemmamatch. Vid seriestart får lagen en placeringspoäng utifrån placeringen i hockeyallsvenskan, där lag 3 får 3 poäng, lag 4 får 2 poäng och lag 5 får 1 poäng. Övriga lag får 0 poäng. Vinnaren av serien gick till playoff.
| Nr | Lag           | S | V | ÖV | ÖF | F | GM | IM | MS  | P  |
| -- | ------------- | - | - | -- | -- | - | -- | -- | --- | -- |
| 1  | Leksands IF   | 5 | 3 | 2  | 0  | 0 | 21 | 7  | +14 | 15 |
| 2  | Västerås IK   | 5 | 3 | 1  | 0  | 1 | 14 | 9  | +5  | 14 |
| 3  | BIK Karlskoga | 5 | 2 | 0  | 1  | 2 | 12 | 10 | +2  | 8  |
| 4  | Modo          | 5 | 2 | 0  | 1  | 2 | 13 | 12 | +1  | 7  |
| 5  | Karlskrona HK | 5 | 1 | 1  | 1  | 2 | 10 | 18 | −8  | 6  |
| 6  | Västerviks IK | 5 | 1 | 0  | 1  | 3 | 9  | 23 | −14 | 4  |

### Omgång 1
|             | 12 mars 2019 | Västerås IK             | 0 – 3                   | Leksands IF                                                                  | ABB Arena Nord                                               |                                                              |
| 19:00 UTC+1 | 19:00 UTC+1  | (0–0, 0–2, 0–1) Rapport | (0–0, 0–2, 0–1) Rapport | (0–0, 0–2, 0–1) Rapport                                                      | Västerås Publik: 4 683 Domare: Anders Sandahl, Johan Nordlöf | Västerås Publik: 4 683 Domare: Anders Sandahl, Johan Nordlöf |
| 19:00 UTC+1 | 19:00 UTC+1  |                         | Mål                     | (22:04) (PP1) Mattias Karlsson (33:35) Jesper Ollas (59:51) (ENG) Oskar Lang | Västerås Publik: 4 683 Domare: Anders Sandahl, Johan Nordlöf | Västerås Publik: 4 683 Domare: Anders Sandahl, Johan Nordlöf |
| 19:00 UTC+1 | 19:00 UTC+1  |                         |                         |                                                                              | Västerås Publik: 4 683 Domare: Anders Sandahl, Johan Nordlöf | Västerås Publik: 4 683 Domare: Anders Sandahl, Johan Nordlöf |
| 19:00 UTC+1 | 19:00 UTC+1  |                         |                         |                                                                              | Västerås Publik: 4 683 Domare: Anders Sandahl, Johan Nordlöf | Västerås Publik: 4 683 Domare: Anders Sandahl, Johan Nordlöf |
| 19:00 UTC+1 | 19:00 UTC+1  |                         |                         |                                                                              | Västerås Publik: 4 683 Domare: Anders Sandahl, Johan Nordlöf | Västerås Publik: 4 683 Domare: Anders Sandahl, Johan Nordlöf |
| 19:00 UTC+1 | 19:00 UTC+1  |                         |                         |                                                                              | Västerås Publik: 4 683 Domare: Anders Sandahl, Johan Nordlöf | Västerås Publik: 4 683 Domare: Anders Sandahl, Johan Nordlöf |

|             | 12 mars 2019 | BIK Karlskoga                                          | 2 – 0                   | Modo Hockey             | Nobelhallen                                                   |                                                               |
| 19:00 UTC+1 | 19:00 UTC+1  | (0–0, 1–0, 1–0) Rapport                                | (0–0, 1–0, 1–0) Rapport | (0–0, 1–0, 1–0) Rapport | Karlskoga Publik: 2 245 Domare: Peter Lyth, Richard Magnusson | Karlskoga Publik: 2 245 Domare: Peter Lyth, Richard Magnusson |
| 19:00 UTC+1 | 19:00 UTC+1  | Ricard Blidstrand (38:40) Gustaf Franzén (38:40) (ENG) | Mål                     |                         | Karlskoga Publik: 2 245 Domare: Peter Lyth, Richard Magnusson | Karlskoga Publik: 2 245 Domare: Peter Lyth, Richard Magnusson |
| 19:00 UTC+1 | 19:00 UTC+1  |                                                        |                         |                         | Karlskoga Publik: 2 245 Domare: Peter Lyth, Richard Magnusson | Karlskoga Publik: 2 245 Domare: Peter Lyth, Richard Magnusson |
| 19:00 UTC+1 | 19:00 UTC+1  |                                                        |                         |                         | Karlskoga Publik: 2 245 Domare: Peter Lyth, Richard Magnusson | Karlskoga Publik: 2 245 Domare: Peter Lyth, Richard Magnusson |
| 19:00 UTC+1 | 19:00 UTC+1  |                                                        |                         |                         | Karlskoga Publik: 2 245 Domare: Peter Lyth, Richard Magnusson | Karlskoga Publik: 2 245 Domare: Peter Lyth, Richard Magnusson |
| 19:00 UTC+1 | 19:00 UTC+1  |                                                        |                         |                         | Karlskoga Publik: 2 245 Domare: Peter Lyth, Richard Magnusson | Karlskoga Publik: 2 245 Domare: Peter Lyth, Richard Magnusson |

|             | 12 mars 2019 | Karlskrona HK                                                            | 000 3 – 2 (PS)                    | Västerviks IK                     | NKT Arena Karlskrona                                            |                                                                 |
| 19:00 UTC+1 | 19:00 UTC+1  | (1–1, 1–0, 0–1, 0–0, 1–0) Rapport                                        | (1–1, 1–0, 0–1, 0–0, 1–0) Rapport | (1–1, 1–0, 0–1, 0–0, 1–0) Rapport | Karlskrona Publik: 2 120 Domare: Filip Sandstedt, Pehr Claesson | Karlskrona Publik: 2 120 Domare: Filip Sandstedt, Pehr Claesson |
| 19:00 UTC+1 | 19:00 UTC+1  | Viktor Liljegren (05:54) Marcus Paulsson (22:58) Axel Sundberg (-) (GWS) | Mål                               | (12:00) Jäger (48:42) Ullman      | Karlskrona Publik: 2 120 Domare: Filip Sandstedt, Pehr Claesson | Karlskrona Publik: 2 120 Domare: Filip Sandstedt, Pehr Claesson |
| 19:00 UTC+1 | 19:00 UTC+1  |                                                                          |                                   |                                   | Karlskrona Publik: 2 120 Domare: Filip Sandstedt, Pehr Claesson | Karlskrona Publik: 2 120 Domare: Filip Sandstedt, Pehr Claesson |
| 19:00 UTC+1 | 19:00 UTC+1  |                                                                          |                                   |                                   | Karlskrona Publik: 2 120 Domare: Filip Sandstedt, Pehr Claesson | Karlskrona Publik: 2 120 Domare: Filip Sandstedt, Pehr Claesson |
| 19:00 UTC+1 | 19:00 UTC+1  |                                                                          |                                   |                                   | Karlskrona Publik: 2 120 Domare: Filip Sandstedt, Pehr Claesson | Karlskrona Publik: 2 120 Domare: Filip Sandstedt, Pehr Claesson |
| 19:00 UTC+1 | 19:00 UTC+1  |                                                                          |                                   |                                   | Karlskrona Publik: 2 120 Domare: Filip Sandstedt, Pehr Claesson | Karlskrona Publik: 2 120 Domare: Filip Sandstedt, Pehr Claesson |

### Omgång 2
|             | 14 mars 2019 | Leksands IF                                                                        | 000 3 – 2 (SD)               | BIK Karlskoga                                       | Tegera Arena                                                |                                                             |
| 19:00 UTC+1 | 19:00 UTC+1  | (1–0, 0–1, 1–1, 1–0) Rapport                                                       | (1–0, 0–1, 1–1, 1–0) Rapport | (1–0, 0–1, 1–1, 1–0) Rapport                        | Leksand Publik: 4 300 Domare: Patric Bjälkander, Peter Lyth | Leksand Publik: 4 300 Domare: Patric Bjälkander, Peter Lyth |
| 19:00 UTC+1 | 19:00 UTC+1  | Martin Karlsson (31:11) (PP1) Thomas Valkvæ Olsen (41:35) Johan Porsberger (61:18) | Mål                          | (38:41) Gustaf Franzén (46:01) (PP1) Gustaf Thorell | Leksand Publik: 4 300 Domare: Patric Bjälkander, Peter Lyth | Leksand Publik: 4 300 Domare: Patric Bjälkander, Peter Lyth |
| 19:00 UTC+1 | 19:00 UTC+1  |                                                                                    |                              |                                                     | Leksand Publik: 4 300 Domare: Patric Bjälkander, Peter Lyth | Leksand Publik: 4 300 Domare: Patric Bjälkander, Peter Lyth |
| 19:00 UTC+1 | 19:00 UTC+1  |                                                                                    |                              |                                                     | Leksand Publik: 4 300 Domare: Patric Bjälkander, Peter Lyth | Leksand Publik: 4 300 Domare: Patric Bjälkander, Peter Lyth |
| 19:00 UTC+1 | 19:00 UTC+1  |                                                                                    |                              |                                                     | Leksand Publik: 4 300 Domare: Patric Bjälkander, Peter Lyth | Leksand Publik: 4 300 Domare: Patric Bjälkander, Peter Lyth |
| 19:00 UTC+1 | 19:00 UTC+1  |                                                                                    |                              |                                                     | Leksand Publik: 4 300 Domare: Patric Bjälkander, Peter Lyth | Leksand Publik: 4 300 Domare: Patric Bjälkander, Peter Lyth |

|             | 14 mars 2019 | Modo Hockey | 6 – 0                   | Karlskrona HK           | Fjällräven Center                                                   |                                                                     |
| 19:00 UTC+1 | 19:00 UTC+1  | (3–0, 2–0, 1–0) Rapport | (3–0, 2–0, 1–0) Rapport | (3–0, 2–0, 1–0) Rapport | Örnsköldsvik Publik: 2 469 Domare: Pierre Schilken, Johan Magnusson | Örnsköldsvik Publik: 2 469 Domare: Pierre Schilken, Johan Magnusson |
| 19:00 UTC+1 | 19:00 UTC+1  | Lukas Wernblom (09:16) Linus Pettersson (11:38) Joakim Hagelin (12:54) Victor Öhman (25:26) Daniel Sylwander (38:04) Patrik Karlkvist (58:38) (PP1) | Mål                     |                         | Örnsköldsvik Publik: 2 469 Domare: Pierre Schilken, Johan Magnusson | Örnsköldsvik Publik: 2 469 Domare: Pierre Schilken, Johan Magnusson |
| 19:00 UTC+1 | 19:00 UTC+1  | |                         |                         | Örnsköldsvik Publik: 2 469 Domare: Pierre Schilken, Johan Magnusson | Örnsköldsvik Publik: 2 469 Domare: Pierre Schilken, Johan Magnusson |
| 19:00 UTC+1 | 19:00 UTC+1  | |                         |                         | Örnsköldsvik Publik: 2 469 Domare: Pierre Schilken, Johan Magnusson | Örnsköldsvik Publik: 2 469 Domare: Pierre Schilken, Johan Magnusson |
| 19:00 UTC+1 | 19:00 UTC+1  | |                         |                         | Örnsköldsvik Publik: 2 469 Domare: Pierre Schilken, Johan Magnusson | Örnsköldsvik Publik: 2 469 Domare: Pierre Schilken, Johan Magnusson |
| 19:00 UTC+1 | 19:00 UTC+1  | |                         |                         | Örnsköldsvik Publik: 2 469 Domare: Pierre Schilken, Johan Magnusson | Örnsköldsvik Publik: 2 469 Domare: Pierre Schilken, Johan Magnusson |

|             | 14 mars 2019 | Västerviks IK                  | 1 – 2                   | Västerås IK                                  | Plivit Trade-hallen                                             |                                                                 |
| 19:00 UTC+1 | 19:00 UTC+1  | (1–1, 0–0, 0–1) Rapport        | (1–1, 0–0, 0–1) Rapport | (1–1, 0–0, 0–1) Rapport                      | Västervik Publik: 1 045 Domare: Anders Sandahl, Filip Sandstedt | Västervik Publik: 1 045 Domare: Anders Sandahl, Filip Sandstedt |
| 19:00 UTC+1 | 19:00 UTC+1  | Jacob Bjerselius (15:27) (SH1) | Mål                     | (01:24) Kalle Östman (42:32) Anthon Eriksson | Västervik Publik: 1 045 Domare: Anders Sandahl, Filip Sandstedt | Västervik Publik: 1 045 Domare: Anders Sandahl, Filip Sandstedt |
| 19:00 UTC+1 | 19:00 UTC+1  |                                |                         |                                              | Västervik Publik: 1 045 Domare: Anders Sandahl, Filip Sandstedt | Västervik Publik: 1 045 Domare: Anders Sandahl, Filip Sandstedt |
| 19:00 UTC+1 | 19:00 UTC+1  |                                |                         |                                              | Västervik Publik: 1 045 Domare: Anders Sandahl, Filip Sandstedt | Västervik Publik: 1 045 Domare: Anders Sandahl, Filip Sandstedt |
| 19:00 UTC+1 | 19:00 UTC+1  |                                |                         |                                              | Västervik Publik: 1 045 Domare: Anders Sandahl, Filip Sandstedt | Västervik Publik: 1 045 Domare: Anders Sandahl, Filip Sandstedt |
| 19:00 UTC+1 | 19:00 UTC+1  |                                |                         |                                              | Västervik Publik: 1 045 Domare: Anders Sandahl, Filip Sandstedt | Västervik Publik: 1 045 Domare: Anders Sandahl, Filip Sandstedt |

### Omgång 3
|             | 16 mars 2019 | Västerås IK                                                                 | 000 3 – 2 (SD)               | Modo Hockey                                                     | ABB Arena Nord                                               |                                                              |
| 18:00 UTC+1 | 18:00 UTC+1  | (1–1, 0–1, 1–0, 1–0) Rapport                                                | (1–1, 0–1, 1–0, 1–0) Rapport | (1–1, 0–1, 1–0, 1–0) Rapport                                    | Västerås Publik: 3 808 Domare: Daniel Winge, Pierre Schilken | Västerås Publik: 3 808 Domare: Daniel Winge, Pierre Schilken |
| 18:00 UTC+1 | 18:00 UTC+1  | Isac Skedung (01:42) Lukas Zetterberg (47:22) (PP1) Mikael Fryklund (60:36) | Mål                          | (17:31) (SH1) Kristian Jakobsson (39:46) (PP1) Henrik Björklund | Västerås Publik: 3 808 Domare: Daniel Winge, Pierre Schilken | Västerås Publik: 3 808 Domare: Daniel Winge, Pierre Schilken |
| 18:00 UTC+1 | 18:00 UTC+1  |                                                                             |                              |                                                                 | Västerås Publik: 3 808 Domare: Daniel Winge, Pierre Schilken | Västerås Publik: 3 808 Domare: Daniel Winge, Pierre Schilken |
| 18:00 UTC+1 | 18:00 UTC+1  |                                                                             |                              |                                                                 | Västerås Publik: 3 808 Domare: Daniel Winge, Pierre Schilken | Västerås Publik: 3 808 Domare: Daniel Winge, Pierre Schilken |
| 18:00 UTC+1 | 18:00 UTC+1  |                                                                             |                              |                                                                 | Västerås Publik: 3 808 Domare: Daniel Winge, Pierre Schilken | Västerås Publik: 3 808 Domare: Daniel Winge, Pierre Schilken |
| 18:00 UTC+1 | 18:00 UTC+1  |                                                                             |                              |                                                                 | Västerås Publik: 3 808 Domare: Daniel Winge, Pierre Schilken | Västerås Publik: 3 808 Domare: Daniel Winge, Pierre Schilken |

|             | 16 mars 2019 | Leksands IF                                                                                               | 4 – 1                   | Västerviks IK           | Tegera Arena                                                |                                                             |
| 18:00 UTC+1 | 18:00 UTC+1  | (2–0, 1–0, 1–1) Rapport                                                                                   | (2–0, 1–0, 1–1) Rapport | (2–0, 1–0, 1–1) Rapport | Leksand Publik: 5 428 Domare: David Bergman, Anders Sandahl | Leksand Publik: 5 428 Domare: David Bergman, Anders Sandahl |
| 18:00 UTC+1 | 18:00 UTC+1  | Linus Persson (08:08) Mattias Karlsson (15:10) Anton Karlsson (61:18) (PP1) David Rundqvist (59:23) (ENG) | Mål                     | (40;26) Kim Johansson   | Leksand Publik: 5 428 Domare: David Bergman, Anders Sandahl | Leksand Publik: 5 428 Domare: David Bergman, Anders Sandahl |
| 18:00 UTC+1 | 18:00 UTC+1  | |                         |                         | Leksand Publik: 5 428 Domare: David Bergman, Anders Sandahl | Leksand Publik: 5 428 Domare: David Bergman, Anders Sandahl |
| 18:00 UTC+1 | 18:00 UTC+1  | |                         |                         | Leksand Publik: 5 428 Domare: David Bergman, Anders Sandahl | Leksand Publik: 5 428 Domare: David Bergman, Anders Sandahl |
| 18:00 UTC+1 | 18:00 UTC+1  | |                         |                         | Leksand Publik: 5 428 Domare: David Bergman, Anders Sandahl | Leksand Publik: 5 428 Domare: David Bergman, Anders Sandahl |
| 18:00 UTC+1 | 18:00 UTC+1  | |                         |                         | Leksand Publik: 5 428 Domare: David Bergman, Anders Sandahl | Leksand Publik: 5 428 Domare: David Bergman, Anders Sandahl |

|             | 16 mars 2019 | BIK Karlskoga                                                                      | 3 – 0                   | Karlskrona HK           | Nobelhallen                                                      |                                                                  |
| 18:00 UTC+1 | 18:00 UTC+1  | (1–0, 0–0, 2–0) Rapport                                                            | (1–0, 0–0, 2–0) Rapport | (1–0, 0–0, 2–0) Rapport | Karlskoga Publik: 2 611 Domare: Richard Magnusson, Pehr Claesson | Karlskoga Publik: 2 611 Domare: Richard Magnusson, Pehr Claesson |
| 18:00 UTC+1 | 18:00 UTC+1  | Gustaf Thorell (06:12) Gustaf Thorell (47:42) (PP1) Fredrik Forsberg (57:43) (PP1) | Mål                     |                         | Karlskoga Publik: 2 611 Domare: Richard Magnusson, Pehr Claesson | Karlskoga Publik: 2 611 Domare: Richard Magnusson, Pehr Claesson |
| 18:00 UTC+1 | 18:00 UTC+1  |                                                                                    |                         |                         | Karlskoga Publik: 2 611 Domare: Richard Magnusson, Pehr Claesson | Karlskoga Publik: 2 611 Domare: Richard Magnusson, Pehr Claesson |
| 18:00 UTC+1 | 18:00 UTC+1  |                                                                                    |                         |                         | Karlskoga Publik: 2 611 Domare: Richard Magnusson, Pehr Claesson | Karlskoga Publik: 2 611 Domare: Richard Magnusson, Pehr Claesson |
| 18:00 UTC+1 | 18:00 UTC+1  |                                                                                    |                         |                         | Karlskoga Publik: 2 611 Domare: Richard Magnusson, Pehr Claesson | Karlskoga Publik: 2 611 Domare: Richard Magnusson, Pehr Claesson |
| 18:00 UTC+1 | 18:00 UTC+1  |                                                                                    |                         |                         | Karlskoga Publik: 2 611 Domare: Richard Magnusson, Pehr Claesson | Karlskoga Publik: 2 611 Domare: Richard Magnusson, Pehr Claesson |

### Omgång 4
|             | 18 mars 2019 | Modo Hockey | 5 – 1                   | Västerviks IK           | Fjällräven Center                                             |                                                               |
| 19:00 UTC+1 | 19:00 UTC+1  | (1–0, 1–0, 3–1) Rapport | (1–0, 1–0, 3–1) Rapport | (1–0, 1–0, 3–1) Rapport | Örnsköldsvik Publik: 2 345 Domare: Peter Lyth, Anders Sandahl | Örnsköldsvik Publik: 2 345 Domare: Peter Lyth, Anders Sandahl |
| 19:00 UTC+1 | 19:00 UTC+1  | Patrik Karlkvist (14:18) Mattias Norlinder (38:24) Magnus Häggström (43:59) Joakim Hagelin (56:58) (ENG) Joakim Hagelin (58:28) (PP) | Mål                     | (53:20) (PP1) Ken Jäger | Örnsköldsvik Publik: 2 345 Domare: Peter Lyth, Anders Sandahl | Örnsköldsvik Publik: 2 345 Domare: Peter Lyth, Anders Sandahl |
| 19:00 UTC+1 | 19:00 UTC+1  | |                         |                         | Örnsköldsvik Publik: 2 345 Domare: Peter Lyth, Anders Sandahl | Örnsköldsvik Publik: 2 345 Domare: Peter Lyth, Anders Sandahl |
| 19:00 UTC+1 | 19:00 UTC+1  | |                         |                         | Örnsköldsvik Publik: 2 345 Domare: Peter Lyth, Anders Sandahl | Örnsköldsvik Publik: 2 345 Domare: Peter Lyth, Anders Sandahl |
| 19:00 UTC+1 | 19:00 UTC+1  | |                         |                         | Örnsköldsvik Publik: 2 345 Domare: Peter Lyth, Anders Sandahl | Örnsköldsvik Publik: 2 345 Domare: Peter Lyth, Anders Sandahl |
| 19:00 UTC+1 | 19:00 UTC+1  | |                         |                         | Örnsköldsvik Publik: 2 345 Domare: Peter Lyth, Anders Sandahl | Örnsköldsvik Publik: 2 345 Domare: Peter Lyth, Anders Sandahl |

|             | 18 mars 2019 | Karlskrona HK                                                                                             | 000 4 – 5 (SD)               | Leksands IF | NKT Arena Karlskrona                                                  |                                                                       |
| 19:00 UTC+1 | 19:00 UTC+1  | (1–1, 3–2, 0–1, 0–1) Rapport                                                                              | (1–1, 3–2, 0–1, 0–1) Rapport | (1–1, 3–2, 0–1, 0–1) Rapport                                                                                                   | Karlskrona Publik: 2 130 Domare: Patric Bjälkander, Richard Magnusson | Karlskrona Publik: 2 130 Domare: Patric Bjälkander, Richard Magnusson |
| 19:00 UTC+1 | 19:00 UTC+1  | Marcus Paulsson (17:44) Axel Sundberg (24:25) (PP1) Linus Karlsson (29:50) Niklas Johansson (31:08) (SH1) | Mål                          | (04:47) Marcus Karlberg (22:14) Thomas Valkvæ Olsen (28:33) (PP1) Martin Karlsson (56:58) Linus Persson (62:18) Mattias Ritola | Karlskrona Publik: 2 130 Domare: Patric Bjälkander, Richard Magnusson | Karlskrona Publik: 2 130 Domare: Patric Bjälkander, Richard Magnusson |
| 19:00 UTC+1 | 19:00 UTC+1  | |                              | | Karlskrona Publik: 2 130 Domare: Patric Bjälkander, Richard Magnusson | Karlskrona Publik: 2 130 Domare: Patric Bjälkander, Richard Magnusson |
| 19:00 UTC+1 | 19:00 UTC+1  | |                              | | Karlskrona Publik: 2 130 Domare: Patric Bjälkander, Richard Magnusson | Karlskrona Publik: 2 130 Domare: Patric Bjälkander, Richard Magnusson |
| 19:00 UTC+1 | 19:00 UTC+1  | |                              | | Karlskrona Publik: 2 130 Domare: Patric Bjälkander, Richard Magnusson | Karlskrona Publik: 2 130 Domare: Patric Bjälkander, Richard Magnusson |
| 19:00 UTC+1 | 19:00 UTC+1  | |                              | | Karlskrona Publik: 2 130 Domare: Patric Bjälkander, Richard Magnusson | Karlskrona Publik: 2 130 Domare: Patric Bjälkander, Richard Magnusson |

|             | 18 mars 2019 | BIK Karlskoga           | 1 – 2                   | Västerås IK                                        | Nobelhallen                                                 |                                                             |
| 19:00 UTC+1 | 19:00 UTC+1  | (0–0, 1–0, 0–2) Rapport | (0–0, 1–0, 0–2) Rapport | (0–0, 1–0, 0–2) Rapport                            | Karlskoga Publik: 2 660 Domare: Daniel Winge, David Bergman | Karlskoga Publik: 2 660 Domare: Daniel Winge, David Bergman |
| 19:00 UTC+1 | 19:00 UTC+1  | Marcus Paulsson (38:36) | Mål                     | (40:38) Alexander Lindelöf (52:28) Anthon Eriksson | Karlskoga Publik: 2 660 Domare: Daniel Winge, David Bergman | Karlskoga Publik: 2 660 Domare: Daniel Winge, David Bergman |
| 19:00 UTC+1 | 19:00 UTC+1  |                         |                         |                                                    | Karlskoga Publik: 2 660 Domare: Daniel Winge, David Bergman | Karlskoga Publik: 2 660 Domare: Daniel Winge, David Bergman |
| 19:00 UTC+1 | 19:00 UTC+1  |                         |                         |                                                    | Karlskoga Publik: 2 660 Domare: Daniel Winge, David Bergman | Karlskoga Publik: 2 660 Domare: Daniel Winge, David Bergman |
| 19:00 UTC+1 | 19:00 UTC+1  |                         |                         |                                                    | Karlskoga Publik: 2 660 Domare: Daniel Winge, David Bergman | Karlskoga Publik: 2 660 Domare: Daniel Winge, David Bergman |
| 19:00 UTC+1 | 19:00 UTC+1  |                         |                         |                                                    | Karlskoga Publik: 2 660 Domare: Daniel Winge, David Bergman | Karlskoga Publik: 2 660 Domare: Daniel Winge, David Bergman |

### Omgång 5
|             | 20 mars 2019 | Västerås IK | 7 – 2                   | Karlskrona HK                                        | ABB Arena Nord                                               |                                                              |
| 19:00 UTC+1 | 19:00 UTC+1  | (3–2, 3–0, 1–0) Rapport | (3–2, 3–0, 1–0) Rapport | (3–2, 3–0, 1–0) Rapport                              | Västerås Publik: 3 811 Domare: Pehr Claesson, Anders Sandahl | Västerås Publik: 3 811 Domare: Pehr Claesson, Anders Sandahl |
| 19:00 UTC+1 | 19:00 UTC+1  | Marcus Bergman (01:09) Johan Skinnars (04:34) (PP1) Lukas Zetterberg (15:44) William Wikman (38:36) Lukas Zetterberg (32:54) (PP1) Mikael Fryklund (35:28) Anthon Eriksson (41:53) | Mål                     | (09:10) Kalle Miketinac (18:43) (PP1) Joseph Jonsson | Västerås Publik: 3 811 Domare: Pehr Claesson, Anders Sandahl | Västerås Publik: 3 811 Domare: Pehr Claesson, Anders Sandahl |
| 19:00 UTC+1 | 19:00 UTC+1  | |                         |                                                      | Västerås Publik: 3 811 Domare: Pehr Claesson, Anders Sandahl | Västerås Publik: 3 811 Domare: Pehr Claesson, Anders Sandahl |
| 19:00 UTC+1 | 19:00 UTC+1  | |                         |                                                      | Västerås Publik: 3 811 Domare: Pehr Claesson, Anders Sandahl | Västerås Publik: 3 811 Domare: Pehr Claesson, Anders Sandahl |
| 19:00 UTC+1 | 19:00 UTC+1  | |                         |                                                      | Västerås Publik: 3 811 Domare: Pehr Claesson, Anders Sandahl | Västerås Publik: 3 811 Domare: Pehr Claesson, Anders Sandahl |
| 19:00 UTC+1 | 19:00 UTC+1  | |                         |                                                      | Västerås Publik: 3 811 Domare: Pehr Claesson, Anders Sandahl | Västerås Publik: 3 811 Domare: Pehr Claesson, Anders Sandahl |

|             | 20 mars 2019 | Leksands IF | 6 – 0                   | Modo Hockey             | Tegera Arena                                                       |                                                                    |
| 19:00 UTC+1 | 19:00 UTC+1  | (5–0, 0–0, 1–0) Rapport | (5–0, 0–0, 1–0) Rapport | (5–0, 0–0, 1–0) Rapport | Leksand Publik: 5 134 Domare: Patric Bjälkander, Richard Magnusson | Leksand Publik: 5 134 Domare: Patric Bjälkander, Richard Magnusson |
| 19:00 UTC+1 | 19:00 UTC+1  | Johan Porsberger (06:26) (PP2) Daniel Gunnarsson (08:11) (PP1) Oskar Lang (11:43) Anton Karlsson (16:26) (PP2) Hugo Enock (17:42) Martin Karlsson (40:28) | Mål                     |                         | Leksand Publik: 5 134 Domare: Patric Bjälkander, Richard Magnusson | Leksand Publik: 5 134 Domare: Patric Bjälkander, Richard Magnusson |
| 19:00 UTC+1 | 19:00 UTC+1  | |                         |                         | Leksand Publik: 5 134 Domare: Patric Bjälkander, Richard Magnusson | Leksand Publik: 5 134 Domare: Patric Bjälkander, Richard Magnusson |
| 19:00 UTC+1 | 19:00 UTC+1  | |                         |                         | Leksand Publik: 5 134 Domare: Patric Bjälkander, Richard Magnusson | Leksand Publik: 5 134 Domare: Patric Bjälkander, Richard Magnusson |
| 19:00 UTC+1 | 19:00 UTC+1  | |                         |                         | Leksand Publik: 5 134 Domare: Patric Bjälkander, Richard Magnusson | Leksand Publik: 5 134 Domare: Patric Bjälkander, Richard Magnusson |
| 19:00 UTC+1 | 19:00 UTC+1  | |                         |                         | Leksand Publik: 5 134 Domare: Patric Bjälkander, Richard Magnusson | Leksand Publik: 5 134 Domare: Patric Bjälkander, Richard Magnusson |

|             | 20 mars 2019 | Västerviks IK | 5 – 4                   | BIK Karlskoga                                                                         | Plivit Trade-hallen                                         |                                                             |
| 19:00 UTC+1 | 19:00 UTC+1  | (2–1, 1–2, 2–1) Rapport | (2–1, 1–2, 2–1) Rapport | (2–1, 1–2, 2–1) Rapport                                                               | Västervik Publik: 1 049 Domare: Filip Sandstedt, Peter Lyth | Västervik Publik: 1 049 Domare: Filip Sandstedt, Peter Lyth |
| 19:00 UTC+1 | 19:00 UTC+1  | Kellen Jones (08:37) (PP1) Emil Wahlberg (06:26) Jens Holmström (38:19) (PP1) Alexander Lindqvist Hansen (54:33) Erik Ullman (58:29) | Mål                     | (11:07) Tor Immo (25:03) Juliuz Persson (36:55) Gustaf Franzén (48:15) Dennis Fröland | Västervik Publik: 1 049 Domare: Filip Sandstedt, Peter Lyth | Västervik Publik: 1 049 Domare: Filip Sandstedt, Peter Lyth |
| 19:00 UTC+1 | 19:00 UTC+1  | |                         |                                                                                       | Västervik Publik: 1 049 Domare: Filip Sandstedt, Peter Lyth | Västervik Publik: 1 049 Domare: Filip Sandstedt, Peter Lyth |
| 19:00 UTC+1 | 19:00 UTC+1  | |                         |                                                                                       | Västervik Publik: 1 049 Domare: Filip Sandstedt, Peter Lyth | Västervik Publik: 1 049 Domare: Filip Sandstedt, Peter Lyth |
| 19:00 UTC+1 | 19:00 UTC+1  | |                         |                                                                                       | Västervik Publik: 1 049 Domare: Filip Sandstedt, Peter Lyth | Västervik Publik: 1 049 Domare: Filip Sandstedt, Peter Lyth |
| 19:00 UTC+1 | 19:00 UTC+1  | |                         |                                                                                       | Västervik Publik: 1 049 Domare: Filip Sandstedt, Peter Lyth | Västervik Publik: 1 049 Domare: Filip Sandstedt, Peter Lyth |

## Playoff
I playoff möttes förloraren i den hockeyallsvenska finalen och segraren i slutspelsserien. Playoff avgjordes i bäst av 3 matcher där laget från den hockeyallsvenska finalen hade eventuell hemmafördel. Vinnaren i playoff gick till direktkval till SHL.

### AIK - Leksands IF
| 1           | 22 mars 2019 | AIK                     | 1 – 2                   | Leksands IF                                     | Hovet                                                               |                                                                     |
| 19:00 UTC+1 | 19:00 UTC+1  | (0–1, 0–0, 1–1) Rapport | (0–1, 0–0, 1–1) Rapport | (0–1, 0–0, 1–1) Rapport                         | Stockholm Publik: 5 930 Domare: Richard Magnusson, Christoffer Holm | Stockholm Publik: 5 930 Domare: Richard Magnusson, Christoffer Holm |
| 19:00 UTC+1 | 19:00 UTC+1  | Mathias From (59:25)    | Mål                     | (02:35) Jon Knuts (58:30) (ENG) Martin Karlsson | Stockholm Publik: 5 930 Domare: Richard Magnusson, Christoffer Holm | Stockholm Publik: 5 930 Domare: Richard Magnusson, Christoffer Holm |
| 19:00 UTC+1 | 19:00 UTC+1  |                         |                         |                                                 | Stockholm Publik: 5 930 Domare: Richard Magnusson, Christoffer Holm | Stockholm Publik: 5 930 Domare: Richard Magnusson, Christoffer Holm |
| 19:00 UTC+1 | 19:00 UTC+1  |                         |                         |                                                 | Stockholm Publik: 5 930 Domare: Richard Magnusson, Christoffer Holm | Stockholm Publik: 5 930 Domare: Richard Magnusson, Christoffer Holm |
| 19:00 UTC+1 | 19:00 UTC+1  |                         |                         |                                                 | Stockholm Publik: 5 930 Domare: Richard Magnusson, Christoffer Holm | Stockholm Publik: 5 930 Domare: Richard Magnusson, Christoffer Holm |
| 19:00 UTC+1 | 19:00 UTC+1  |                         |                         |                                                 | Stockholm Publik: 5 930 Domare: Richard Magnusson, Christoffer Holm | Stockholm Publik: 5 930 Domare: Richard Magnusson, Christoffer Holm |

| 2           | 24 mars 2019 | Leksands IF | 7 – 2                   | AIK                                           | Tegera Arena                                                    |                                                                 |
| 15:00 UTC+1 | 15:00 UTC+1  | (2–1, 3–0, 2–1) Rapport | (2–1, 3–0, 2–1) Rapport | (2–1, 3–0, 2–1) Rapport                       | Leksand Publik: 7 650 Domare: Johan Magnusson, Christoffer Holm | Leksand Publik: 7 650 Domare: Johan Magnusson, Christoffer Holm |
| 15:00 UTC+1 | 15:00 UTC+1  | Daniel Gunnarsson (07:32) (PP1) Martin Karlsson (12:32) (PP1) Daniel Gunnarsson (27:15) (PP1) David Rundqvist (30:17) Lucas Nordsäter (38:59) Mattias Ritola (40:54) Thomas Valkvæ Olsen (41:17) | Mål                     | (04:51) Jesper Frödén (50:09) (PP1) Gary Nunn | Leksand Publik: 7 650 Domare: Johan Magnusson, Christoffer Holm | Leksand Publik: 7 650 Domare: Johan Magnusson, Christoffer Holm |
| 15:00 UTC+1 | 15:00 UTC+1  | |                         |                                               | Leksand Publik: 7 650 Domare: Johan Magnusson, Christoffer Holm | Leksand Publik: 7 650 Domare: Johan Magnusson, Christoffer Holm |
| 15:00 UTC+1 | 15:00 UTC+1  | |                         |                                               | Leksand Publik: 7 650 Domare: Johan Magnusson, Christoffer Holm | Leksand Publik: 7 650 Domare: Johan Magnusson, Christoffer Holm |
| 15:00 UTC+1 | 15:00 UTC+1  | |                         |                                               | Leksand Publik: 7 650 Domare: Johan Magnusson, Christoffer Holm | Leksand Publik: 7 650 Domare: Johan Magnusson, Christoffer Holm |
| 15:00 UTC+1 | 15:00 UTC+1  | |                         |                                               | Leksand Publik: 7 650 Domare: Johan Magnusson, Christoffer Holm | Leksand Publik: 7 650 Domare: Johan Magnusson, Christoffer Holm |

## Kvalspel till Hockeyallsvenskan
Resultatet innebar att Almtuna förlorade sin plats i Hockeyallsvenskan till Kristianstad. 31 maj meddelade dock IK Pantern att de inte klarar de ekonomiska kraven och därför inte kommer spela i Hockeyallsvenskan nästa säsong. I och med detta fick Almtuna tillbaka sin plats i serien.
Poängtabell
| Nr | Lag               | S  | V | ÖV | ÖF | F | GM | IM | MS  | P  |
| -- | ----------------- | -- | - | -- | -- | - | -- | -- | --- | -- |
| 1  | HC Vita Hästen    | 10 | 7 | 0  | 0  | 3 | 30 | 21 | +9  | 21 |
| 2  | Kristianstads IK  | 10 | 5 | 2  | 1  | 2 | 30 | 21 | +9  | 20 |
| 3  | Almtuna IS        | 10 | 6 | 0  | 1  | 3 | 38 | 21 | +17 | 19 |
| 4  | Tranås AIF Hockey | 10 | 4 | 1  | 0  | 5 | 26 | 35 | −9  | 14 |
| 5  | Hudiksvalls HC    | 10 | 2 | 2  | 1  | 5 | 21 | 28 | −7  | 11 |
| 6  | Bodens HF         | 10 | 1 | 0  | 2  | 7 | 15 | 34 | −19 | 5  |

Tabelldata är hämtade från Svenska Ishockeyförbundet.
Resultattabell
| Hemma \ Borta     | ALM | BOD | HVH | HUD | KIK | TRA |
| Almtuna IS        | —   | 4–1 | 1–3 | 7–1 | 1–2 | 6–1 |
| Bodens HF         | 1–2 | —   | 4–2 | 1–5 | 1–4 | 2–5 |
| HC Vita Hästen    | 4–2 | 3–1 | —   | 3–0 | 2–3 | 3–5 |
| Hudiksvalls HC    | 2–4 | 3–2 | 0–3 | —   | 3–2 | 1–3 |
| Kristianstads IK  | 5–4 | 3–0 | 2–3 | 3–2 | —   | 2–3 |
| Tranås AIF Hockey | 1–7 | 3–2 | 3–4 | 0–4 | 2–4 | —   |

## Arenor
| Hovet Ort: Stockholm Kapacitet: 8 094 Byggd: 1955                 | Gränby ishall Ort: Uppsala Kapacitet: 2 800 Byggd: 1974        | Nobelhallen Ort: Karlskoga Kapacitet: 5 600 Byggd: 1972           | A3 Arena Ort: Umeå Kapacitet: 5 400 Byggd: 1963                 | Be-Ge Hockey Center Ort: Oskarshamn Kapacitet: 3 424 Byggd: 1974 |
|                                                                   |                                                                |                                                                   |                                                                 |                                                                  |
| Karlskrona HK                                                     | IK Pantern                                                     | IK Pantern                                                        | Leksands IF                                                     | Modo                                                             |
| NKT Arena Karlskrona Ort: Karlskrona Kapacitet: 5 050 Byggd: 2005 | Rosengårds ishall Ort: Malmö Kapacitet: 600 Byggd: 1970        | Malmö isstadion Ort: Malmö Kapacitet: 5 800 Byggd: 1968           | Tegera Arena Ort: Leksand Kapacitet: 7 650 Byggd: 2005          | Fjällräven Center Ort: Örnsköldsvik Kapacitet: 7 049 Byggd: 2006 |
|                                                                   | Bild saknas                                                    |                                                                   |                                                                 |                                                                  |
| Södertälje SK                                                     | Tingsryds AIF                                                  | Vita Hästen                                                       | Västerviks IK                                                   | Västerås IK                                                      |
| Scaniarinken Ort: Södertälje Kapacitet: 6 200 Byggd: 1970         | Nelson Garden Arena Ort: Tingsryd Kapacitet: 3 650 Byggd: 1969 | Himmelstalundshallen Ort: Norrköping Kapacitet: 4 500 Byggd: 1977 | Plivit Trade-hallen Ort: Västervik Kapacitet: 2 500 Byggd: 1984 | ABB Arena Ort: Västerås Kapacitet: 4 902 Byggd: 2007             |
|                                                                   |                                                                |                                                                   |                                                                 |                                                                  |